# San Luis (Tolima)
Pour les articles homonymes, voir San Luis.
San Luis est une municipalité colombienne située dans le département de Tolima.